# Arrayou-Lahitte
Arrayou-Lahitte település Franciaországban, Hautes-Pyrénées megyében. Lakosainak száma 99 fő (2022. január 1.). Arrayou-Lahitte Escoubès-Pouts, Arrodets-ez-Angles, Astugue, Gez-ez-Angles, Orincles és Ossun-ez-Angles községekkel határos.

## Népesség
A település népességének változása:
| Lakosok száma | 108  | 110  | 107  | 105  | 104  | 102  | 100  | 99   |
|               | 2013 | 2015 | 2017 | 2018 | 2019 | 2020 | 2021 | 2022 |